# Рети, Харви
Харви Нил Рети (англ. Harvey Neil Reti; 14 сентября 1937, Паддоквуд, Саскачеван — 3 января 2020, Уайтхорс) — канадский боксёр, представитель первой полусредней весовой категории. Выступал за сборную Канады по боксу в первой половине 1960-х годов, бронзовый призёр Игр Содружества, победитель и призёр первенств национального значения, участник летних Олимпийских игр в Токио. Тренер по боксу.

## Биография
Харви Рети родился 1 сентября 1937 года в Паддоквуде, провинция Саскачеван. Детство провёл на ферме в Тейбер, Альберта.
Начал заниматься боксом в возрасте 17 лет. В 1955—1958 годах в течение четырёх лет неизменно становился чемпионом провинции Альберта в первом полусреднем весе.
В 1958 году поступил на службу в Вооружённые силы Канады. В 1960, 1961 и 1963 годах выигрывал чемпионат страны среди военнослужащих.
Первого серьёзного успеха на международном уровне добился в сезоне 1962 года, когда вошёл в состав канадской национальной сборной и выступил на Играх Британской империи и Содружества наций в Перте. В зачёте первой полусредней весовой категории взял верх над Джозефом Росси из Австралии и над Берни Мели из Северной Ирландии, тогда как на стадии полуфиналов по очкам проиграл титулованному шотландцу Дику Мактаггарту — таким образом получил бронзовую медаль этого боксёрского турнира.
В мае 1964 года Рети одержал победу на чемпионате Канады в Ванкувере, в финале одолев Джеймса Макгоуна. Благодаря череде удачных выступлений удостоился права защищать честь страны на летних Олимпийских играх в Токио — здесь уже на предварительном этапе категории до 63,5 кг раздельным решением судей потерпел поражение от венгра Иштвана Тота и сразу же выбыл из борьбы за медали.
Вскоре после токийской Олимпиады завершил спортивную карьеру, но остался в боксе в качестве тренера. Основал и возглавил собственный боксёрский клуб «Юкон» в Уайтхорсе. При этом на протяжении двух с половиной десятилетий оставался на службе в армии — в Канадском полку лёгкой пехоты принцессы Патриции.
Умер 3 января 2020 года в Уайтхорсе в возрасте 82 лет.